# Monségur (Pirenei Atlantici)
Monségur è un comune francese di 137 abitanti situato nel dipartimento dei Pirenei Atlantici nella regione della Nuova Aquitania.

## Società

### Evoluzione demografica
Abitanti censiti